# Ithycythara funicostata
Ithycythara funicostata é uma espécie de gastrópode do gênero Ithycythara, pertencente a família Mangeliidae.